# Aszewo (rejon bieżanicki)
Aszewo (ros. Ашево) – wieś (ros. село, trb. sieło) w zachodniej Rosji, centrum administracyjne osiedla wiejskiego Czichaczowskoje rejonu bieżanickiego w obwodzie pskowskim.

## Geografia
Miejscowość położona jest nad rzeką Aszewka, przy drodze regionalnej 58K-018 (Porchow – Łoknia), 17,5 km od centrum administracyjnego rejonu (Bieżanice), 132 km od stolicy obwodu (Psków).
W granicach miejscowości znajdują się ulice: Centralnaja, Michnowskaja, Nowaja, Szyłowskaja, Wielikopolskaja, Zariecznaja, Zielonaja.

## Demografia
W 2010 r. miejscowość zamieszkiwało 327 osób.

## Historia
Pierwsza wzmianka o Aszewie pochodzi z lat 1180-1200. Wieś ta przez wieki była bogatym ośrodkiem handlowym, znajdowały się tu fabryki i jarmarki. Stacja pocztowa była jedną z najstarszych na trasie jamskiej; wzmiankowana jest w raporcie z 1792 roku o nowych terytoriach. Sieło Aszewo jest również wymienione w „Księdze daniny Rżewskaja” z 1479 roku jako centrum administracyjne cmentarza Aszewskiego (Oszewskiego).
W latach 1936–1963 sieło weszło w skład rejonu Aszewskiego, do 2 czerwca 2010 roku – wołostu Aszewskaja.

## Ciekawostki
- Andriej Anatoljewicz Zalizniak w swoim wykładzie oznajmił, że po odnalezieniu listy cmentarza Oszewskiego (nr 963), sieło Aszewo ma prawo obchodzić 600-lecie swojego istnienia[6].